# Minelli (Sängerin)
Minelli (bürgerlich Luisa Ionela Luca; * 22. August 1988 in Slobozia) ist eine rumänische Sängerin und Songwriterin.

## Karriere
Von 2006 bis 2009 war Luisa Luca Mitglied der rumänischen Girlgroup Wassabi. Nach der Auflösung der Band wurde sie hauptsächlich als Songwriterin aktiv und komponierte beispielsweise für Mandinga (Sufletul Zambea, Dame), Horia Brenicu (Inima nu Vrea) oder Markus Schulz. Erst im Jahr 2013 erfolgte ein Comeback als Musikerin. Als Minelli war sie zusammen mit Follow Your Instinct am Song Portilla de bobo von LoL Deejays beteiligt. Dieser erreichte Platz 52 in den französischen Singlecharts und damit ihre erste Chartplatzierung als Solokünstlerin überhaupt. Es folgten weitere Gesangsbeiträge in rumänisch- und englischsprachigen Liedern. Ebenfalls im Jahr 2013 veröffentlichte sie mit ihrer Band MoJo die Single Daca Strig.
Die Ende August 2016 veröffentlichte Single Love on Repeat zusammen mit Dave Ramone konnte als erste ihrer Singles die deutschen Musikcharts erreichen. Nach zwei Wochen wurde das Lied aber wegen eines Manipulationsverdachts der Downloadverkäufe vom Bundesverband Musikindustrie für vier Wochen aus den Charts ausgeschlossen. Nach erfolgter Prüfung und Bestätigung der Vorwürfe wurde die Single für weitere vier Wochen aus den Charts verbannt.
Im September 2016 folgte außerdem der Release von My Mind, den sie zusammen mit dem rumänischen DJ Vanotek geschrieben und als Single produziert hatte.
Im Mai 2017 wurde sie von Global Records und Ultra Music unter Vertrag genommen. Ihre erste Solo-Single, Empty Spaces, wurde im September 2017 von Ultra Music released und erreichte mehr als 6 Millionen Views auf YouTube. In 17 Territorien erreichte der Song Top-10-Platzierungen in den iTunes- und Shazam-Charts.

## Diskografie
Singles

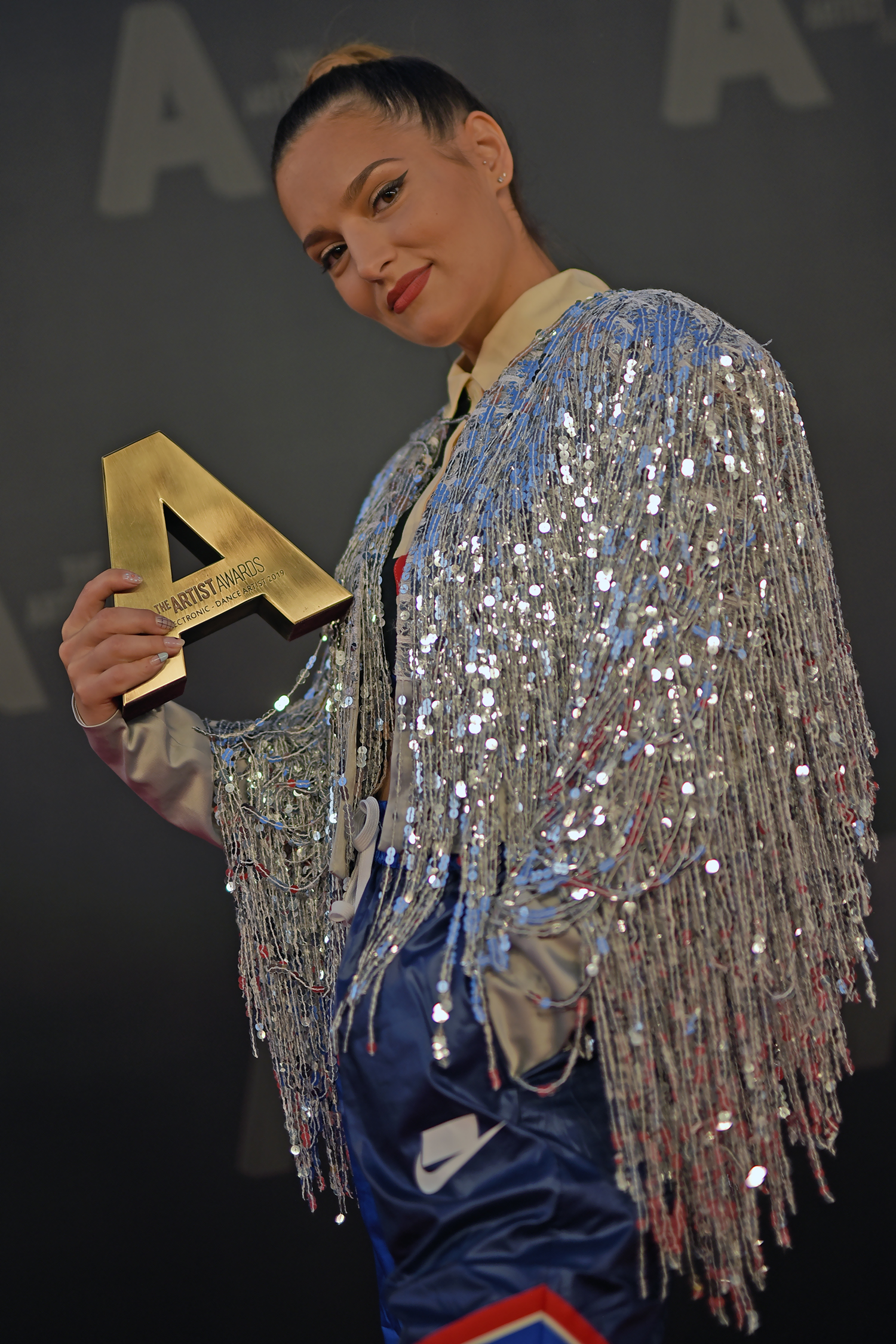
Minelli (2019)

- 2013: Portilla de bobo (LoL Deejays vs. Minelli & Follow Your Instinct)
- 2017: Empty Spaces
- 2017: My Heart
- 2019: Mariola
- 2020: Loca (feat. Erik Frank)
- 2020: Discoteka (mit Inna)
- 2021: Rampampam (Rang fünf der Single-Trend-Charts (13. August 2021))[7]
- 2021: Nothing Hurts
- 2022: Mmm
- 2022: Deep Sea (mit R3hab)
- 2022: Get Get Down (mit Crispie)
- 2022: Could Be Something
- 2023: Peligrosa
- 2023: Think About U (mit Sickoboy)
- 2023: No Tears

## Auszeichnungen für Musikverkäufe
| Goldene Schallplatte - Polen - 2022: für die Single Mmm - 2022: für die Single Nothing Hurts | Platin-Schallplatte - Polen - 2021: für die Single Rampampam |

| Land/RegionAuszeichnungen für Musikverkäufe (Land/Region, Auszeichnungen, Verkäufe, Quellen) | Gold     | Platin  | Verkäufe | Quellen |
| -------------------------------------------------------------------------------------------- | -------- | ------- | -------- | ------- |
| Polen (ZPAV)                                                                                 | 2× Gold2 | Platin1 | 100.000  | olis.pl |
| Insgesamt                                                                                    | 2× Gold2 | Platin1 |          |         |

## Belege
1. 1 2  Chartquellen: FR DE RO
2. ↑   discogs.com, Minelli, abgerufen am 30. September 2021
3. ↑   libertatea.ro, Cine este Minelli, artista care a dat lovitura cu piesa „Mariola”, 26. Juni 2019
4. ↑  Ziare Live: Videoclip nou Bitza feat. Minelli- “Soare din nori”. Abgerufen am 13. Februar 2020 (rumänisch).
5. ↑  BVMI und GfK verbannen Single von Dave Ramone aus den Charts. In: beta.musikwoche.de. 30. September 2016, abgerufen am 13. Februar 2020.
6. ↑  Charts-Wächter stellen "Love On Repeat" für acht Wochen kalt. In: beta.musikwoche.de. 28. Oktober 2016, abgerufen am 13. Februar 2020.
7. ↑  Offizielle Single Trending Charts. In: mtv.de. 13. August 2021, abgerufen am 13. August 2021.

| Personendaten    | Personendaten                        |
| ---------------- | ------------------------------------ |
| NAME             | Minelli                              |
| ALTERNATIVNAMEN  | Luca, Luisa Ionela (wirklicher Name) |
| KURZBESCHREIBUNG | rumänische Sängerin und Songwriterin |
| GEBURTSDATUM     | 22. August 1988                      |
| GEBURTSORT       | Slobozia                             |